# Allée couverte von Coët-Correc
Die Allée couverte von Coët-Correc liegt in der Gemeinde Mûr-de-Bretagne an der Grenze zu Caurel im äußersten Süden des Département Côtes-d’Armor in der Bretagne in Frankreich.

## Beschreibung
Die etwa 12,0 m lange Allée couverte hat einen nahe dem einen Ende gelegenen lateralen Gang, von dem nur zwei Platten erhalten sind. Der Zugang zur Kammer besteht aus einem runden Seelenloch, das als doppelte Halbkreise aus den Wandplatten der Zugangsseite herausgearbeitet wurde. Die ihrer Deckenplatten beraubte Anlage besteht aus 25 Tragsteinen aus Schiefer. Die Hauptkammer ist etwa 1,5 m breit, bis zu 2,0 m hoch, aber nur die beiden westlichsten Decksteine befinden sich noch in situ.
Das neolithische Bauwerk wurde durch Hinzufügung eines Portikus aus Schieferplatten, der ein Kreuz oder einen Kalvarienberg trug, entstellt.
Die Nordküste der Bretagne weist einige Galeriegräber mit seitlichen Zugängen auf, die im Grundriss dem nordeuropäischen Ganggrab ähnlich sind. Die bekannteste ist die 1955 entdeckte Anlage von Crec’h Quillé. Erwähnenswert sind auch die Allée couverte de la Couette in Ploufragan, von Champ Grosset in Quessoy, Kerivin in Saint-Pol-de-Léon oder die drei Allées couvertes von La Roche Camio, Petit-Chêne und La Ville-Gle in Plédran, auf die erst im Jahre 1989 durch einen Grundschullehrer hingewiesen wurde. P. R. Giot hält die Anlagen in L-Form und diejenigen mit lateralen Zugang für die jüngste Entwicklung im Anlagenbau.
In der Nähe liegt das Galeriegrab Allée couverte von Corn-er-Houët.